# Stylogyne orinocensis
Stylogyne orinocensis är en viveväxtart som först beskrevs av Carl Sigismund Kunth, och fick sitt nu gällande namn av Carl Christian Mez. Stylogyne orinocensis ingår i släktet Stylogyne och familjen viveväxter. Inga underarter finns listade i Catalogue of Life.